# Svržený démon
Svržený démon (rusky Демон поверженный) je obraz ruského malíře Michaila Alexandroviče Vrubela. Dílo vzniklo v letech 1901–1902.

## Popis
Obraz „Svržený démon“ je olejomalba o rozměru 139 × 387 cm. V pozadí malby je horská krajina pod šarlatovým západem slunce. Kompozice zdůrazňuje omezené postavení démona, který je jakoby uvězněn mezi horním a dolním rámem obrazu. Obraz je malován individuálním Vrubelovým stylem s efektem krystalových ploch, čímž připomíná spíše vitráž nebo panó. Umělec dosáhl tohoto efektu pomocí plochých tahů malířským nožem.

## Historie
V roce 1900 Vrubel se znovu vrátil k tématu „Démona“. Zatímco pracoval na obraze „Letící démon“ (Демон летящий, 1900), začal v roce 1901 vytvářet předběžné skici obrazu „Svržený démon“. Vladimír von Meck vzpomíná:
Vedle obývacího pokoje byla malá místnost oddělená obloukem. Bylo tam, od okna až ke zdi, po celé délce místnosti, obrovské plátno. Vrubel jej provazem a uhlím rozděloval na čtverce. Byl velmi nadšený. „Začínám,“ řekl.

Vrubel poslal Vladimiru von Mecku nečekaný dopis a požádal ho, aby mu poskytl obrázky z kavkazských hor: „Nezaspím, dokud je nedostanu!“. Poté, co okamžitě obdržel fotografie Elbrusu a Kazbeka, vyrostly tu noc za postavou Dénoma perlové vrcholky „ováté věčnou chladnou smrtí“.
I když byl Vrubel vcelku zdravý, někteří lidé v jeho okolí zaznamenali jeho podrážděnost. Navzdory převážně negativnímu hodnocení ze strany dobových uměleckých časopisů jeho popularita mezi milovníky umění rostla. Na podzim roku 1901 napsala manželka Naděžda Zaběla-Vrubel své sestře:
Před nedávnem s námi obědvali delegáti Vídeňské secese. Byli to velmi milý vídeňští umělci, jsou z Míšy velmi nadšeni a chtějí si vše vzít na výstavu; bohužel, jeho malba „Démona“ nebude na výstavu připravena. Celkově má hodně práce. Všichni si od něj chtějí skici, rady a zvou jej na výstavy, volí si ho jako člena v různých spolcích, jenomže platí málo peněz a jeho sláva roste v Moskvě. S. I. Mamontov byl propuštěn z vězení a také chce od Míšy náčrtky.

„Svržený démon“ byl dokončen v prosinci 1901 a několik dní byl vystaven v Moskvě jako nedokončený obraz.

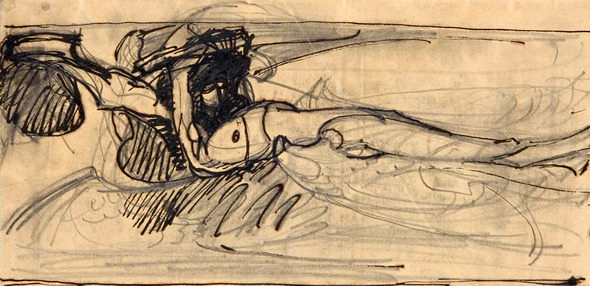
Skica, 1901
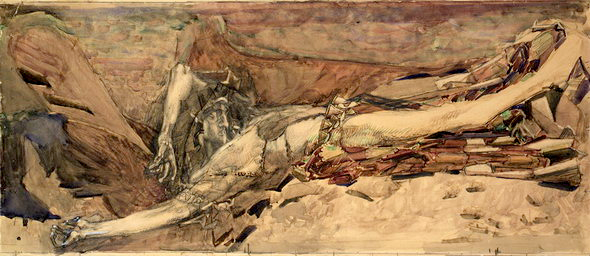
Skica, 1901
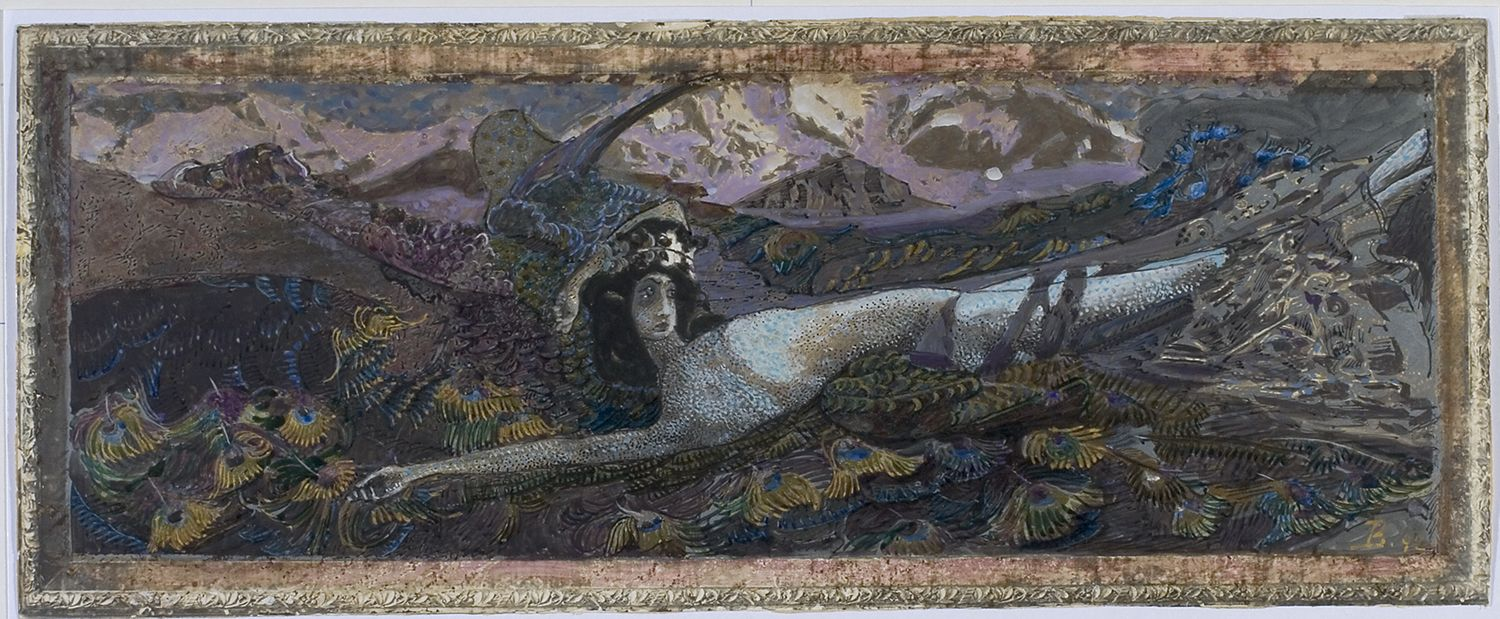
Skica, 1901

## Výstava Mir iskusstva
Na počátku roku 1902 byl „Svržený démon“ převezen z Moskvy na výstavu, kterou organizovalo sdružení Mir iskusstva (Svět umění) v Petrohradě. Plátno vyvolalo opravdovou senzaci. Zatímco probíhala výstava, Vrubel chodil ke svému „Démonu“ každé ráno a do dvanácté hodiny, kdy bylo málo obecenstva, přemalovával svého Démona, odstraňoval a nanášel barvy, měnil pózu postavy a pozadí, avšak nejvíce pozměnil tvář „Démona“.
Alexandre Benois, který pozoroval Vrubela při dokončování obrazu, napsal:
Zdá se, že pro něj pózoval Vládce Světa. Je tu cosi hluboce pravdivého v těchto strašlivých a nádherných malbách, vzrušujícího, až to přivádí k slzám. Jeho démon byl věrný své povaze. On, kdo si zamiloval Vrubela, jej stále klamal. Ty seance byly naprostým opovržení a výsměchem. Vrubel viděl jednu, a hned druhou stranu svého božstva, najednou tu, a najednou druhou, a v honbě za nepolapitelným se rychle dostával k propasti, ke které jej tlačilo zaujetí.

Vladimir von Meck, který byl jedním z organizátorů výstavy „Mir iskusstva“, spolu se svým strýcem Nikolajem Karlovičem získali do vlastnictví mnoho Vrubelových obrazů, včetně jedné z variant „Démona“ poté, co rada ředitelů Treťjakovské galerie v roce 1902 rozhodla, že o ně nemají zájem. V roce 1908 byl „Démon“ prodán do galerie, kde se nachází dodnes a je jednou z významných obrazů expozice.
V prvních měsících roku 1902 přátelé začali u Vrebela pozorovat symptomy psychické poruchy. Takto o tom vyprávěla žena umělce své sestře Jekatěrině Ivanovně Ge:
Všichni blízcí a známí si povšimli, že s Michailem Aleksandrovičem je cosi v nepořádku, avšak přesto o tom neustále pochybovali, protože nemluvil hlouposti; všechny poznal a všechno si pamatoval. Začal být ještě sebevědomější, přestal se stydět před lidmi a bez ustání mluvil. V té době byl obraz Démona odvezen do Petrohradu na výstavu „Mir iskusstva“ a Michail Aleksandrovič, ačkoli byl obraz již vystaven, jej přemalovával každý den od brzkého rána a já jsem s hrůzou sledovala změny. Byly dny, kdy byl Démon velmi strašlivý a poté se ve výrazu Démona znovu objevil hluboký zármutek a nová krása. Navzdory poruše však Vrubela umělecké schopnosti neopustily, dokonce jako kdyby rosty, avšak život s ním je již nesnesitelný.

Nakonec byl Vrubel kvůli duševní poruše (mánii) hospitalizován na psychiatrické klinice. Umělec si představoval, že je někdy Kristus, někdy zase Puškin, poté se pasoval do role moskevského generálního guvernéra, poté si myslel, že je ruským panovníkem, poté se najednou stal Michailem Skobelevem či Frynéou. Slyšel sborové hlasy a tvrdil, že žil v renesanci a maloval stěny Vatikánu spolu s Raphaelem a Michelangelem. Vrubela vyšetřil psychiatr Vladimir Michajlovič Bechtěrev, který u umělce diagnostikoval vážné postižení nervového systému.

## Jiní démoni
Téma démona se v tvorbě Michaila Vrubela vyskytuje často. V roce 1890 nakreslil obraz „Sedící démon“ (Демон сидящий) a v roce 1899 obraz „Letící démon“ (Демон летящий), kde je démon vyobrazen jako mohutný vládce světa.

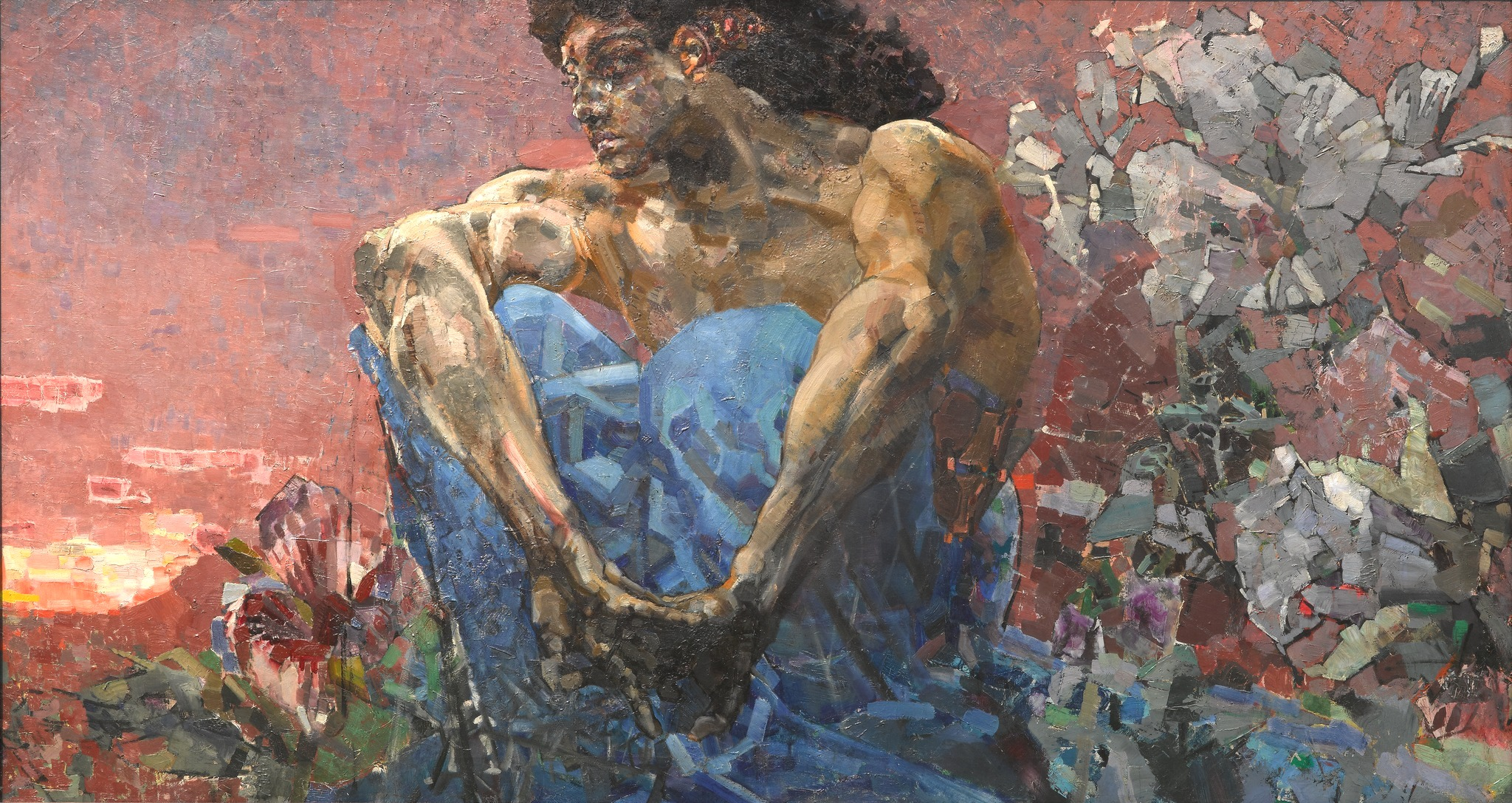
„Sedící démon“, 1890
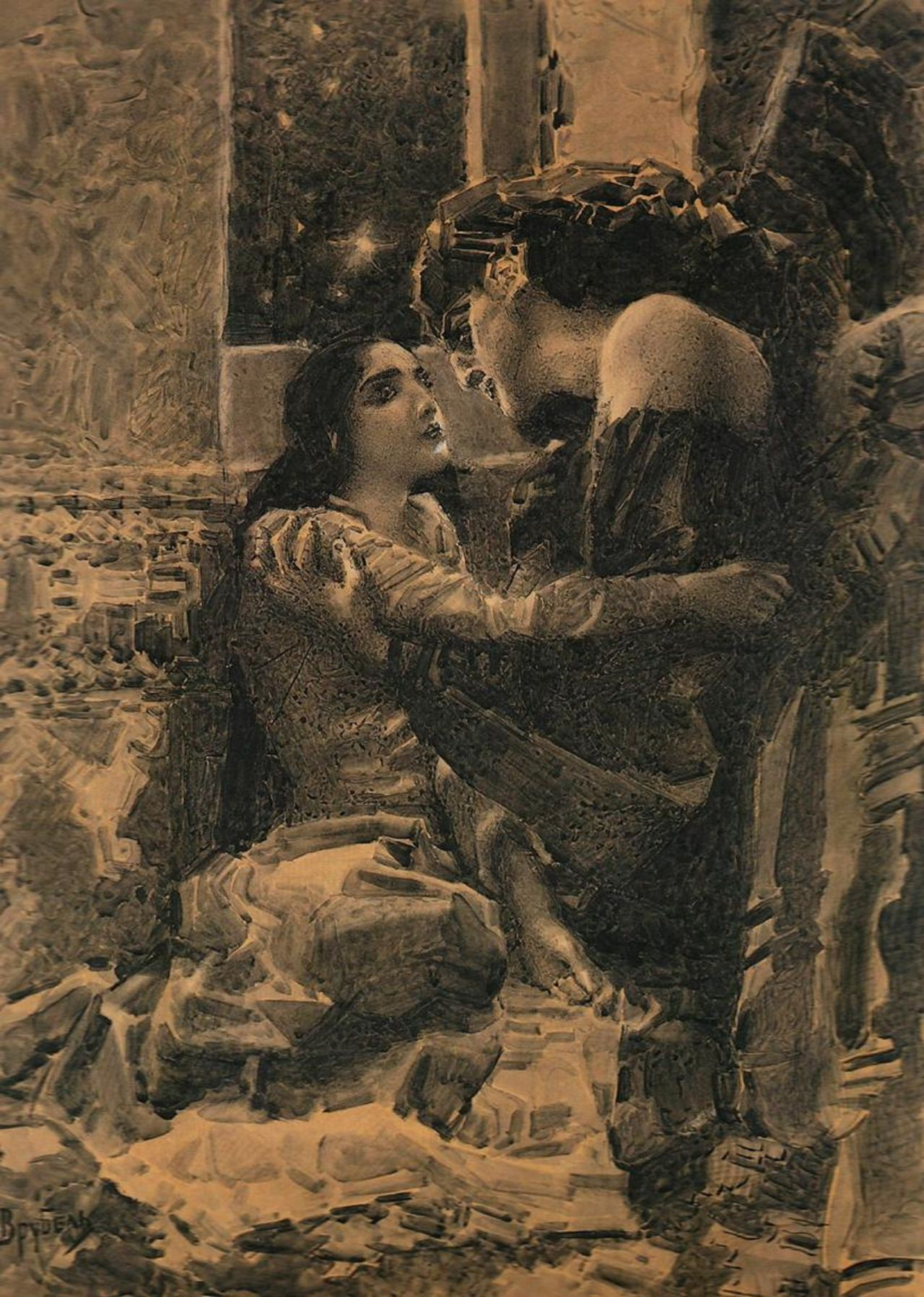
Tamara a démon, ilustrace k poémě Lermontova, 1890